# 永男 (呼出)
永男（のりお、1930年〈昭和5年〉3月19日 - 2012年〈平成24年〉4月14日）は、日本相撲協会の元構成員で呼出を務めた。

## 人物
1930年3月19日、東京府出身。本名：福田永昌（ふくだ・のりまさ）。
1946年に二所ノ関部屋に呼出として入門。入門当時は大柄であった為、二所ノ関一門の巡業では廻しをつけて土俵に上がったこともあったという。
1956年に部屋の関脇だった玉乃海太三郎に自作の俳句などを書き連ねた日記帳を見られ、玉乃海から「一門の巡業で、その土地の名所などを織り込んで、最後にワシの名前を入れて締め括る相撲甚句を作れ」と言われた為、相撲甚句を本格的に作るようになる。二所ノ関一門の横綱であった初代若乃花が現役を引退した後、その若乃花の引退相撲で『若乃花一代記』と題する甚句を永男が作詞し、呼び出し三郎が披露したことで知られるようになった。その後も力士の引退相撲や各地の巡業などで作った甚句を数多く披露した。その他、1979年には日本相撲協会歌に当たり、相撲教習所の事実上の校歌でもある「日本相撲協会練成歌」の作詞も担当した。
また相撲太鼓の名手でもあり、NHKの大相撲中継で流れる触れ太鼓を叩いていたこともあった。
1994年7月場所から日本相撲協会が呼出の番付制度を導入したことに伴い、三役呼出に格付けされた。1995年3月場所を以て定年退職。定年退職後に日本全国の同好の士を募って日本相撲甚句会を旗揚げし、会長を務めると共に相撲甚句の普及活動を行っていた。
2012年4月14日、心不全により東京都葛飾区内の病院で逝去。82歳没。

## 著書
- 『相撲甚句・有情』マガジンハウス、1994年2月。ISBN 9784838704989。